# دوو مگنوس
دوو مگنوس (Daewoo Magnus) خودرویی است که در سال‌های ۲۰۰۰–۲۰۰۶ در کره جنوبی، چین، تایوان و ویتنام تولید شده است. این خودرو در کلاس خودرو سایز متوسط قرار گرفته و طراحی آن خودروهای موتور جلو-محور جلو بوده است. سیستم جعبه‌دندهٔ آن ۴ دنده به صورت خودکار است.
دوو مگنوس (وی۲۰۰) یک سدان اندازه متوسط است که توسط دوو برای مدل‌های ۲۰۰۰ تا ۲۰۰۶ در یک نسل توسعه و تولید شده است و توسط جی‌ام دوو و سایر بخش‌های جنرال موتورز و همچنین سوزوکی سهامدار GMDAT به بازار عرضه شده است. مگنوس که در دوو با نام داخلی وی۲۰۰ توسعه یافته بود، به‌طور عمده در ایالات متحده با نام سوزوکی ورونا به بازار عرضه شد.
وی۲۰۰ جانشین دوو لگانزا (مدل وی۱۰۰) است که از شاسی بزرگ‌تری برای پلتفرم خود استفاده می‌کرد. این خودرو که در ۲۳ نوامبر ۲۰۰۰ عرضه شد، تا پایان تولید وی۱۰۰ در سال ۲۰۰۲، در کنار لگانزا در کره فروخته شد، زمانی که در بازارهای صادراتی نیز جایگزین آن شد. وی۲۰۰ برای سال ۲۰۰۶ متحمل یک فیس‌لیفت گسترده شد که منجر به مدل معروف به وی۲۵۰ یا دوو توسکا در کره شد. وی۲۵۰ در سال ۲۰۰۶ به‌طور کامل جایگزین تمام نسخه‌های وی۲۰۰ شد.
مگنوس مجهز به موتور ۶ سیلندر خطی ایکس‌کی۶ توسعه‌یافته توسط دوو (دو میل سوپاپ ۲۴ سوپاپ، ۱۵۵ اسب بخار (۱۱۶ کیلووات) در ۵۸۰۰ دور در دقیقه، گشتاور ۱۷۷ پوند فوت (۲۴۰ نیوتن بر متر) در ۴۰۰۰ دور در دقیقه - مشخصات کانادایی) یا موتور دی-تک توسعه‌یافته توسط هولدن ۲٫۰ لیتری چهارسیلندر خطی (دو میل سوپاپ، ۱۶ سوپاپ) که از لگانزا منتقل شده است. ایتال‌دیزاین ایتالیا مسئول طراحی هر دو مدل لگانزا و مگنوس بود. با این حال، مدل آتی V250 در کره توسط جنرال موتورز دوو طراحی شده است.
شرکت چری اتومبیل خودروهای چری ایستر، چری ای۵ (۵۳۰) و چری تیگو ۳ (ایکس۳۳) را با استفاده از پلت‌فرم این خودرو ساخته است.